# ジェフ・シェーレン
ジェフ・シェーレン（Jef Scherens（本名はJoseph Scherens）。1909年2月17日-1986年8月9日）はベルギーの名自転車競技（トラックレース）選手。
オランダ語に即して明記すると、イェフ・スヘレンス（本名はヨセフ・スヘレンス）となるが、日本の自転車競技関連雑誌では一般的に当名称となっていることからそれに倣うことにした。

## 経歴
少年時代は第一次世界大戦による影響で一家はフランスへ移住を強いられ、ベルギーに戻ってからは工員として働いていた。自転車競技選手としては1926年からキャリアを積み、1928年にアマチュア・スプリントのベルギー国内チャンピオンに輝く。1931年にプロに転向。
1932年～1937年の世界自転車選手権プロ・スプリント（当時はプロ・スクラッチという名称）で6連覇を達成。32・33年はリュシアン・ミシャール（フランス）を、34・35年はアルベルト・リヒター（ドイツ）を、36年はルイ・ジェラルダン（フランス）を、37年にはアリー・ファンフリート（オランダ）をいずれも決勝で破って記録を成就した。
1938年に、ファンフリートに決勝で敗れ7連覇を逃すも、1947年にはジェラルダンを決勝で破って同種目7回目の優勝を果たし、トーワルド・エレガード（デンマーク）と並んでいた同種目最多優勝記録を塗り替えた。他にも、ベルギーのスプリント国内チャンピオンにはプロ・アマ通算で16回輝いているが、プロ部門では1931年～1947年まで、実に15回の優勝を果たした。
1963年からシェーレンの功績を讃え、フロット・プライス・ジェフ・シェーレンというロードレースが開催されている。過去の優勝者にはヘルマン・バンスプリンゲル、フレディ・マルテンス、ヤン・ラースといった名選手をはじめ、現役世代ではトル・フースホフトの名も見られる。現在はUCIヨーロッパツアーのレースとして、主に若手ロード選手の活躍の場となっているようである。

## その後出現する名スプリンター
その後、イタリアのアントニオ・マスペスがシェーレンと同じく同種目7度制覇を成し遂げたが、マスペス自身の同種目最多連覇記録は4に止まった。シェーレンが最後の優勝を果たした30年後、中野浩一が初めて同種目の優勝を果たしたが、1983年のチューリッヒ大会で7連覇を果たしてシェーレンの連覇記録を更新すると、翌、1984年のバルセロナ大会で8連覇を達成してシェーレン、マスペスが持つ最多優勝記録も更新。最終的には10まで連覇記録を伸ばした。
しかしながら中野がシェーレンの連覇記録更新を果たすまで、実に半世紀近くもかかっている。それだけ、シェーレンの6連覇という記録は容易には更新できないものであったということが窺える。